# Умберто Диас Касануэва
Умберто Диас Касануэва (8 декабря 1906 — 22 октября 1992) — чилийский поэт и дипломат. Лауреат Национальной премии Чили по литературе 1971 года.

## Биография
В детстве получил религиозное образование .
Окончил педагогический лицей. С 1924 учительствовал. Активный член профсоюза, участник профсоюзной борьбе учителей в Сантьяго-де-Чили.
В 1928 году во время диктатуры генерала Ибаньеса дель Кампо, за свою профсоюзную и политическая деятельность был вынужден покинуть страну. Жил в изгнании.
На протяжении всей своей жизни был активным защитником прав человека и борцом с расовой сегрегацией.
Во время правления президента Сальвадора Альенде (1970—1973), У. Диас Касануэва был Постоянным представителем Чили при Организации Объединенных Наций. Ушёл с поста после свержения правительства Сальвадора Альенде и установления в стране военной диктатуры Аугусто Пиночета.
Жил в Нью-Йорке до своего возвращения в Чили в 1983 году.
Действительный член Чилийской академии языка.

## Творчество
Пришёл в литературу в начале 1920-х годов. Дружил с Висенте Уидобро, Габриэлой Мистраль и Пабло Неруда.
В 1926 году опубликовал свою первую книгу «Авантюрист из Саба».
Автор поэзии философского, мистического или метафизического содержания, в своих произведениях поэт ищет ответы на вопросы о трансцендентности и человеческом существовании.

## Избранные произведения
- El aventurero de Saba, 1926
- Vigilia por dentro, 1931
- El blasfemo coronado, 1940
- Réquiem, 1945
- La estatua de sal, 1947
- La hija vertiginosa, 1954
- Los penitenciales, 1960
- El sol ciego, 1966
- Sol de lenguas, 1970
- Antología poética, 1970.
- El hierro y el hilo, 1980
- Los veredictos, 1981
- El pájaro dunga, 1982
- El traspaso de la Antorcha, 1982
- La aparición, 1984
- El niño de Robben Island, 1985
- Trinos (trenos) del pájaro Dunga, 1985
- Obra poética, 1988
- Vox tatuada, 1991
- Medusa y otros textos inéditos, 2006.